# Reprezentacja Serbii w rugby union mężczyzn
Reprezentacja Serbii w rugby union mężczyzn – zespół rugby union, biorący udział w imieniu Serbii w meczach i sportowych imprezach międzynarodowych, powoływany przez selekcjonera, w którym mogą występować zawodnicy posiadający obywatelstwo tego kraju, mieszkający w nim, bądź kwalifikujący się ze względu na pochodzenie rodziców lub dziadków. Za jego funkcjonowanie odpowiedzialny jest Ragbi savez Srbije.

## Puchar świata w rugby
- Jako Socjalistyczna Federacyjna Republika Jugosławii
  - 1987 – Nie zakwalifikowała się
  - 1991 – Nie zakwalifikowała się
- Jako Federalna Republika Jugosławii i Serbia i Czarnogóra
  - 1995 – Nie uczestniczyła w eliminacjach z powodów politycznych
  - 1999 – Nie zakwalifikowała się
  - 2003 – Nie zakwalifikowała się
  - 2007 – Nie zakwalifikowała się
- Jako Serbia
  - 2011 – Nie zakwalifikowała się
  - 2015 – Nie zakwalifikowała się